# Pycreus atrorubidus
Pycreus atrorubidus är en halvgräsart som beskrevs av Ernest Nelmes. Pycreus atrorubidus ingår i släktet Pycreus och familjen halvgräs. Inga underarter finns listade i Catalogue of Life.